# Mattia Aquario
Mattia de' Gibboni, detto Aquario (Aquara, ... – Napoli, 1591), è stato un teologo italiano.

## Biografia
Domenicano, fu lettore di metafisica all'università di Napoli (1571-1574 e 1587-1591) e docente di teologia a Roma (1582-1587).